# 地すべり
地すべり（じすべり、英語：landslide）とは、土砂の移動形態の一つで斜面上で発生する代表的な土砂災害の一つである。後述のように地すべりの定義は人や地域によって若干異なるが、比較的傾斜の緩い斜面において地下水の作用により、地中に形成されるすべり面を境に上部の土塊（移動体、移動ブロックなどとも呼ばれる）が比較的ゆっくりとずり落ちるように原形を保ったまま斜面下方に向けて移動する（浮力によって上部の塊と下部の塊が分離し地下水に浮いていると表現されることもある）現象を指すことが多い。
地すべりの別名を「山津波」ということもあるが、人によっては土石流のことを山津波と言うこともあり混同されやすい。地すべりと土石流はどちらも水の作用で大量の土砂が動く現象という点では同じだが、地すべりが地下水で動くのに対し、土石流は渓流の水で土砂が動く点で現象としては明確に異なるものである。ある程度の勾配を持つ傾斜地における地すべりは移動速度が速く、狭義の土砂崩れ（山崩れ、斜面崩壊とも）との区別は曖昧である。これを崩壊性の地すべりもしくは地すべり性の土砂崩壊などと呼んで狭義の土砂崩れと区別する研究者もおり、従来土砂崩れとされてきた現場でも急傾斜地の地すべり性のものがあると考えられている。

## 定義
地すべりには分野や研究者によって様々な定義があるが、一般的に地すべりは、斜面を形成する地塊（土砂・岩塊）が、地下の地層中に円弧状または平面状に形成される地質的不連続面、すなわち「すべり面」を境にして、すべり面上の地塊がゆっくりと移動する現象である。地質学で用いられる斜面変動の分類はD.J.ヴァーンズによる分類が基礎となっている。B.W.ピプキンとD.D.トレントによる斜面変動の分類では、移動速度の速いすべり現象（Slide）のうち、岩石の場合を岩すべり（Block glide）、粗粒土の場合を岩屑すべり（Debris slide）、細粒土の場合を地すべり（Earth slide）に分類している。
日本の地すべり等防止法では「地すべり」は「土地の一部が地下水等に起因してすべる現象又はこれに伴って移動する現象」と定義されている（地すべり等防止法2条1項）。
英語の Landslide は重力によって斜面や岩などが下方に移動する現象を表す包括的な用語として使われることが多く、がけ崩れや土石流なども含まれる。日本語の地すべりも英語のように使用される場合もある（広義の地すべり：→ 土砂災害）。
漢字で表記する際に「地滑り」や「地辿り」と書かれる場合があるが、本来の用字は「地辷り」である。「辷」が常用漢字ではないため、日本地すべり学会では「地すべり」と表記している。法令上は「地すべり」と表記している場合（地すべり等防止法）と「地滑り」と表記している場合（土砂災害警戒区域等における土砂災害防止対策の推進に関する法律）とがある。また、災害対策基本法のように1つの法令に「地すべり」「地滑り」両表記が（意味上の使い分けなく）使われる場合もある。

## 地すべりの発生条件
急傾斜の斜面における土砂崩れは様々な場所で起こりうる災害であるが、緩斜面が動く地すべりはすべての斜面で起こるわけではなく、いくつか条件がある。

### すべり面
すべり面は、地中に二次元的、三次元的に形成される。主に粘土鉱物を含んだ第三紀層の堆積岩や、火山活動（熱水、温泉水の影響）などによる粘土化を受けた、強度の低い堆積岩内や粘土層で生じるケースが多い。すべり面は、固さの異なる地層の境目などに形成されやすく、特に地層面が流れ盤状に傾斜した状況下で、風化して脆くなった地層にすべり面が形成されたり、固い地盤の上に堆積した柔らかい粘土質の地盤が、その境目をすべり面として移動するケースが多い。多くの場合、すべり面となる不連続面では恒常的に地下水が浸透して劣化が進んでおり、地下水によって地塊に働く浮力と相まって地塊の重さに耐えきれずせん断破壊することにより地すべりが発生する。すべり面はせん断破壊を伴う地塊の移動現象であり、そういう意味では断層のメカニズムに類似した一面もある。なお、すべり面の厚さは一般に数mm程度の厚さしかない。すべり面の部分をサンプルとして採取すると、せん断破壊によって形成された、光沢のあるきれいな平面が観察されることが良くある。この状態を「鏡肌」と称している。
すべり面の形状や分布状況を調査・特定することは、対策工事の計画には不可欠な作業である。地表面に現れた亀裂や隆起・陥没の状況を「現地踏査」によって観察し、まずは大まかな平面形状を推測する。そして、その中心線を基準に数カ所でボーリング調査を行い、ボーリングによって得られたサンプル（ボーリングコア）をよく観察して、各地点ですべり面の深さを判定する。動きの遅い地すべりの場合は、ボーリング調査後の孔に歪み計を埋設し、数ヶ月間、歪みの蓄積状況を観測する場合がある。観測結果を解析することにより、歪みの大きな深度にすべり面があると推測する。これらの作業により、すべり面の形状を三次元的に捉えることが可能となり、その他の調査方法も併用して地すべりの移動速度などを知ることが可能となる。すべり面の深度は、地すべりの規模にもよるが数m～数10m程度であることが多い。

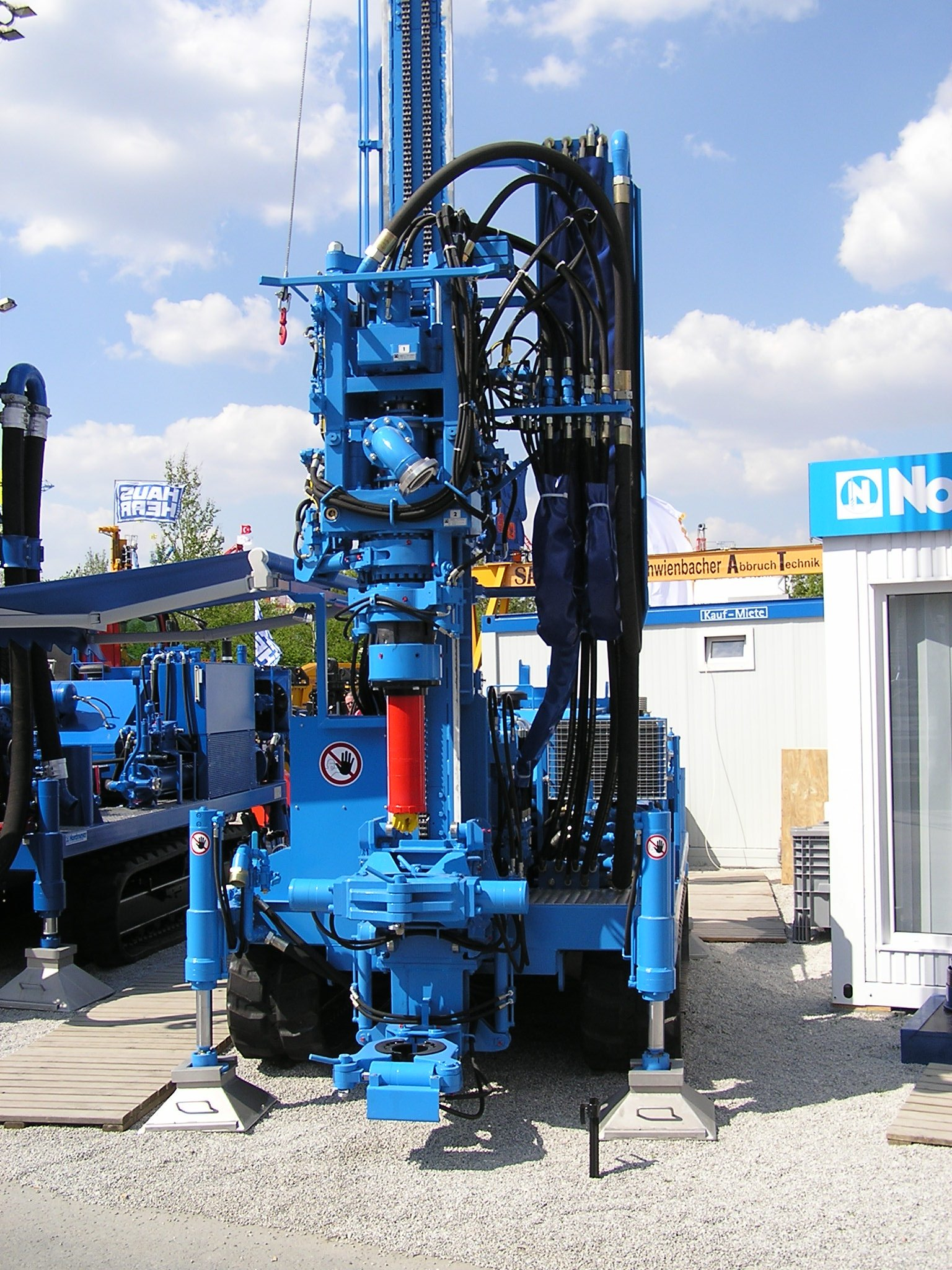
ボーリングマシーン
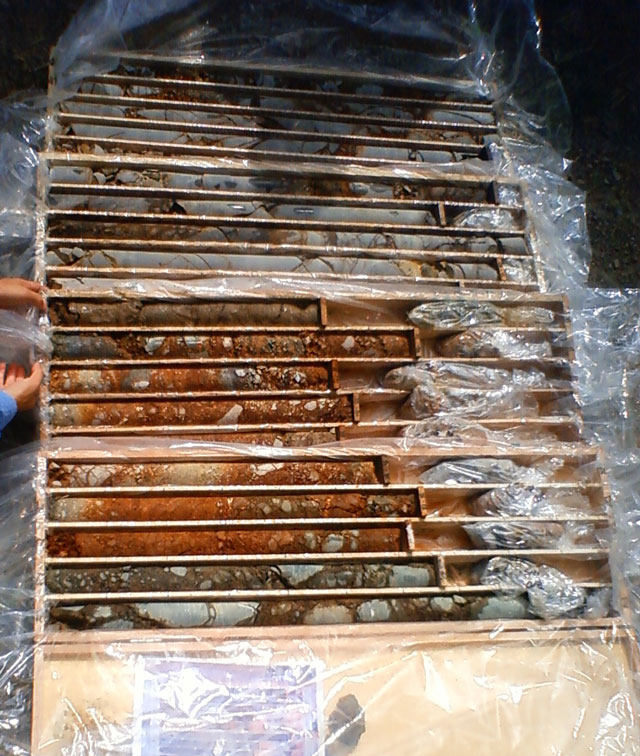
地すべり面の判定に使うボーリングコア。すべり面の判定は知識と経験が要求される。

### 地すべり地形
地すべりは跡地は地形や樹木の樹形などに特徴があり、現在活動期ではないものでも、移動した土塊の大きさや移動した方向などはある程度推定できる。現地踏査のほか慣れた人では地形図の等高線の形を見ただけでも情報を得ることができる。地すべりは同じ斜面が活動と停滞の反復を繰り返しながら安定な形へと崩壊していくことが多く、地すべり地形を判読することは地域の防災や対策工事を考えるうえで大切である。以下に地すべり地形主な特徴を示す。
地すべりではすべり面より上部の土塊が地山からずり落ちていくことから、ずり落ちた部分には地山内部が露出している。この部分は一般に崖状の急斜面になることが多く、滑落崖と呼ばれる。露出した崖の部分はすべり面の一部である。下のほうにはすべった土塊（移動体）が残っておりすべり面は見えなくなる。土塊は下に行くにつれて上から押されて圧縮されたようになり、下方や側方には孕みだすような見た目になる。また、土塊が残っている部分では勾配は地山よりも緩やかになる（斜面に平坦地を作るときに切土と盛土を行うようなイメージになる）。現地踏査では滑落崖とその下方に広がる緩斜面、および土塊下方や側方での孕みだしの存在などを確認して判断する。地形図判読では等高線の間隔が周囲と比べて不自然に広い（＝緩斜面）場所や、側方下方への孕みだしが読み取れるような場所から判断していく。

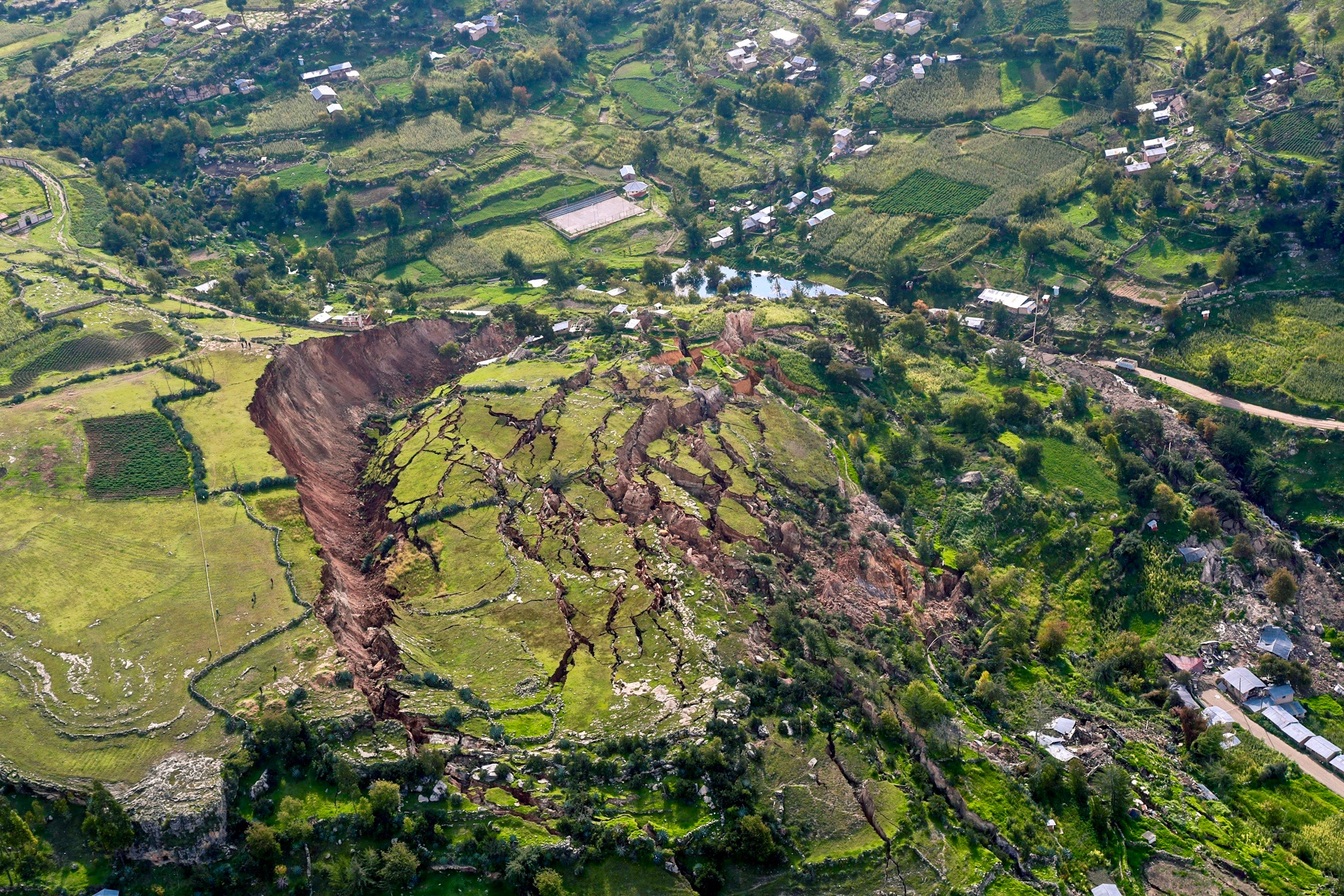
画面左から右へ移動する地すべり土塊。左端に土砂むき出しの崖、土塊中央に多数の亀裂、右端は左から圧縮されたようになっているのがわかる、（2018年ペルー）
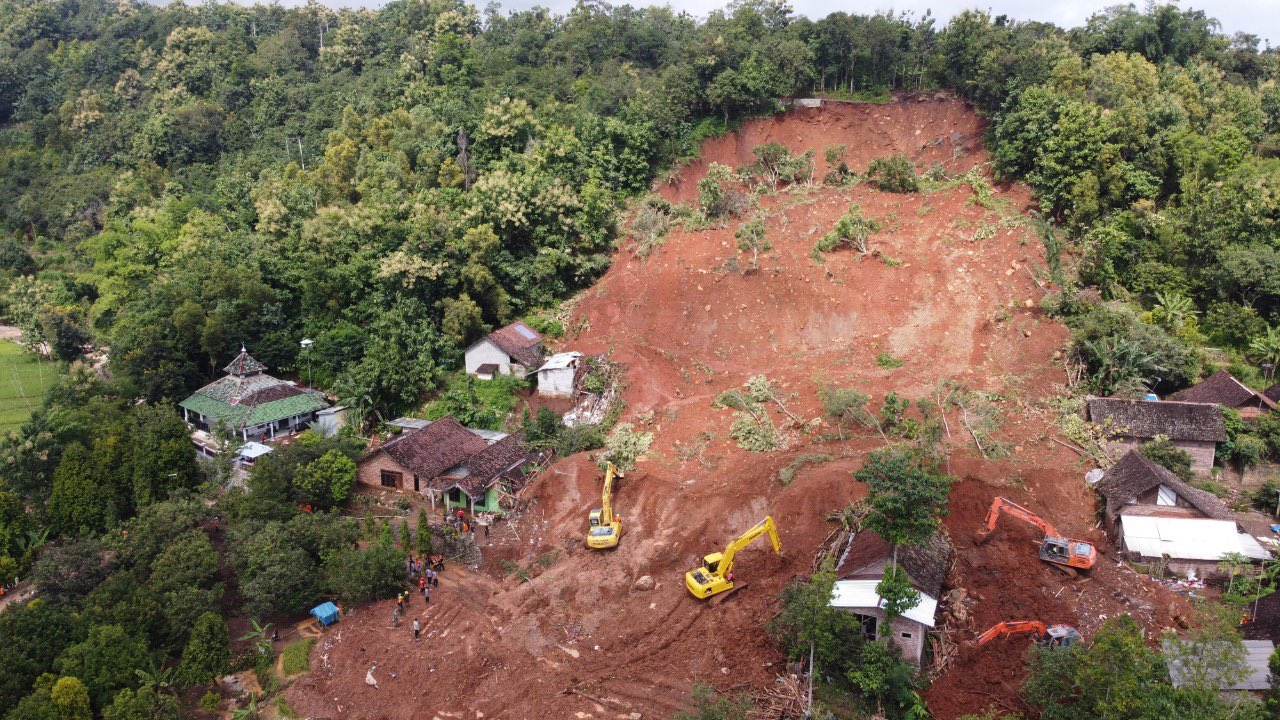
崩壊地斜面上部に急斜面の滑落崖が見える（インドネシア）
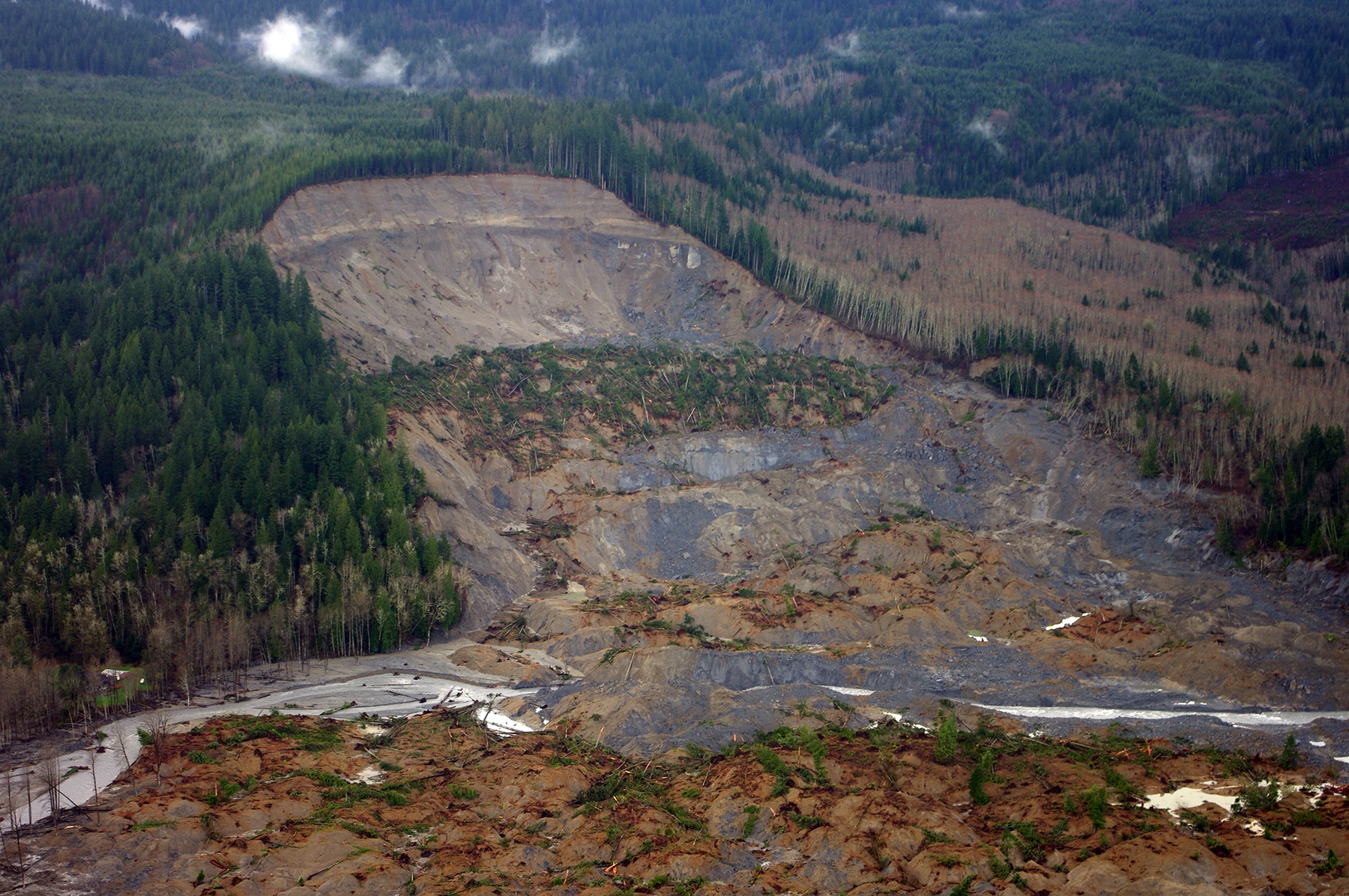
傾斜が緩い所と急なところが交互に並び、下部は圧縮されたようになる（2014年アメリカ）
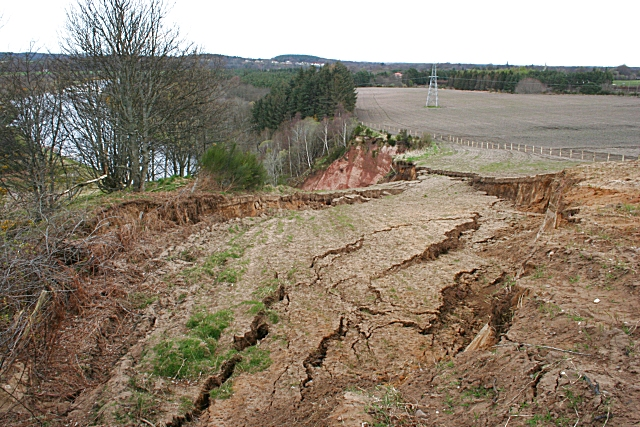
地すべり滑落崖の上に発生した亀裂（イギリス）
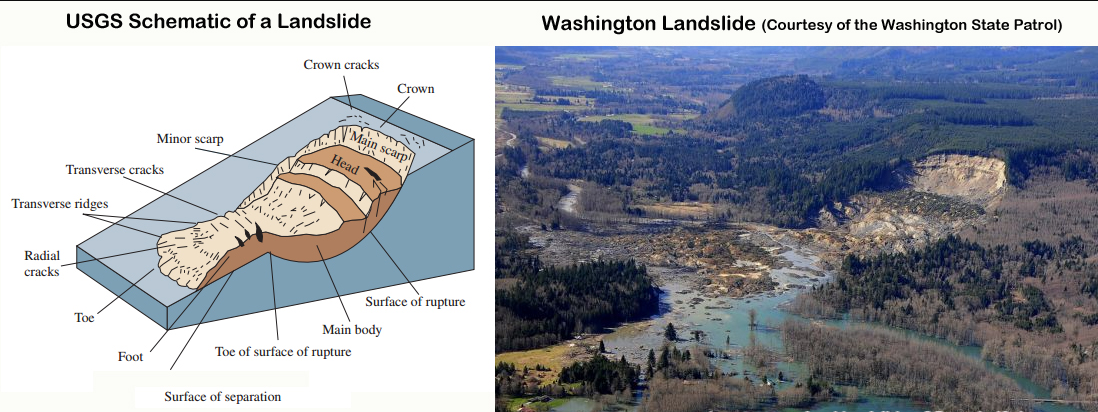
地すべりの模式図

### 地下水
地下水量の増加がすべりの原因となることが多い。典型的な例は大雨や春先の融雪である。変わったところではダムへの貯水が原因の場合がある。

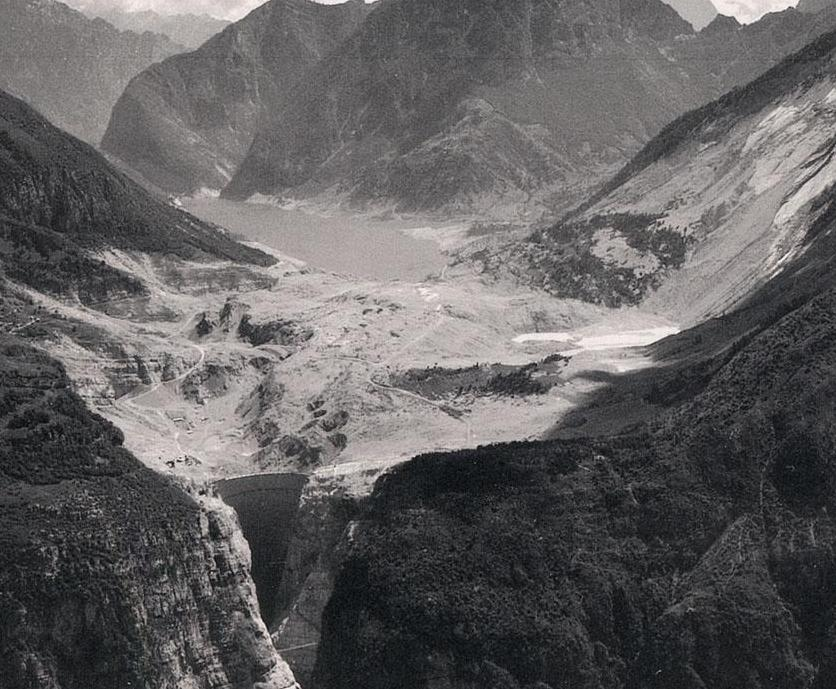
ダムへの貯水が一因となり大規模な地すべりが発生したバイオントダム（イタリア）
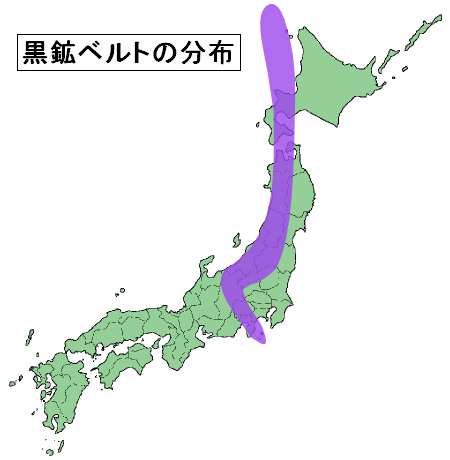
日本の地すべり多発地帯とも重なる緑色凝灰岩（Green Tuff）の分布域

### 土塊の重量バランス
すべり面上部の土塊は停止しているときに絶妙な重量バランスで移動（すべり）が停止している場合がある。このような潜在的な地すべり斜面であるとは知らずに、道路工事やダムの工事によって斜面下部での掘削を行うと土塊が再度動き出してしまうということがある。後述のように、逆に地すべりの動きを止めるときにも土塊の重量バランスをとってやる方法がある。

## 地すべりによる被害

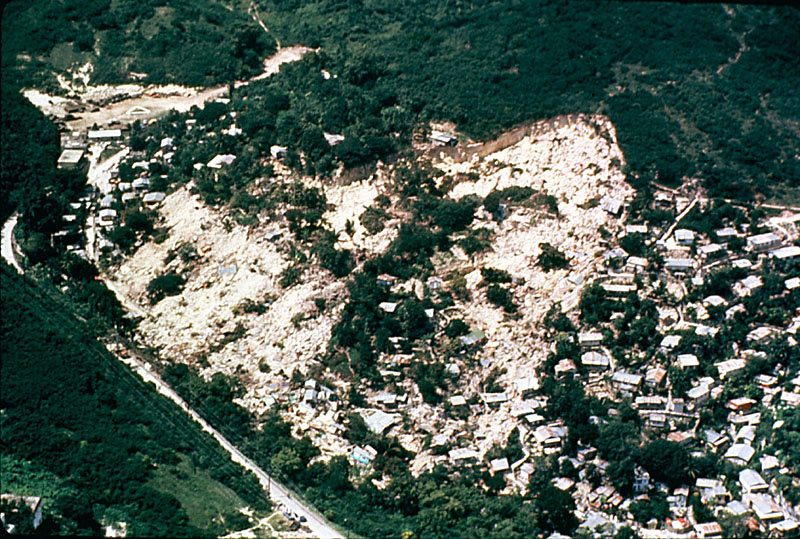
地すべり（プエルトリコ）
コンピュータシミュレーション
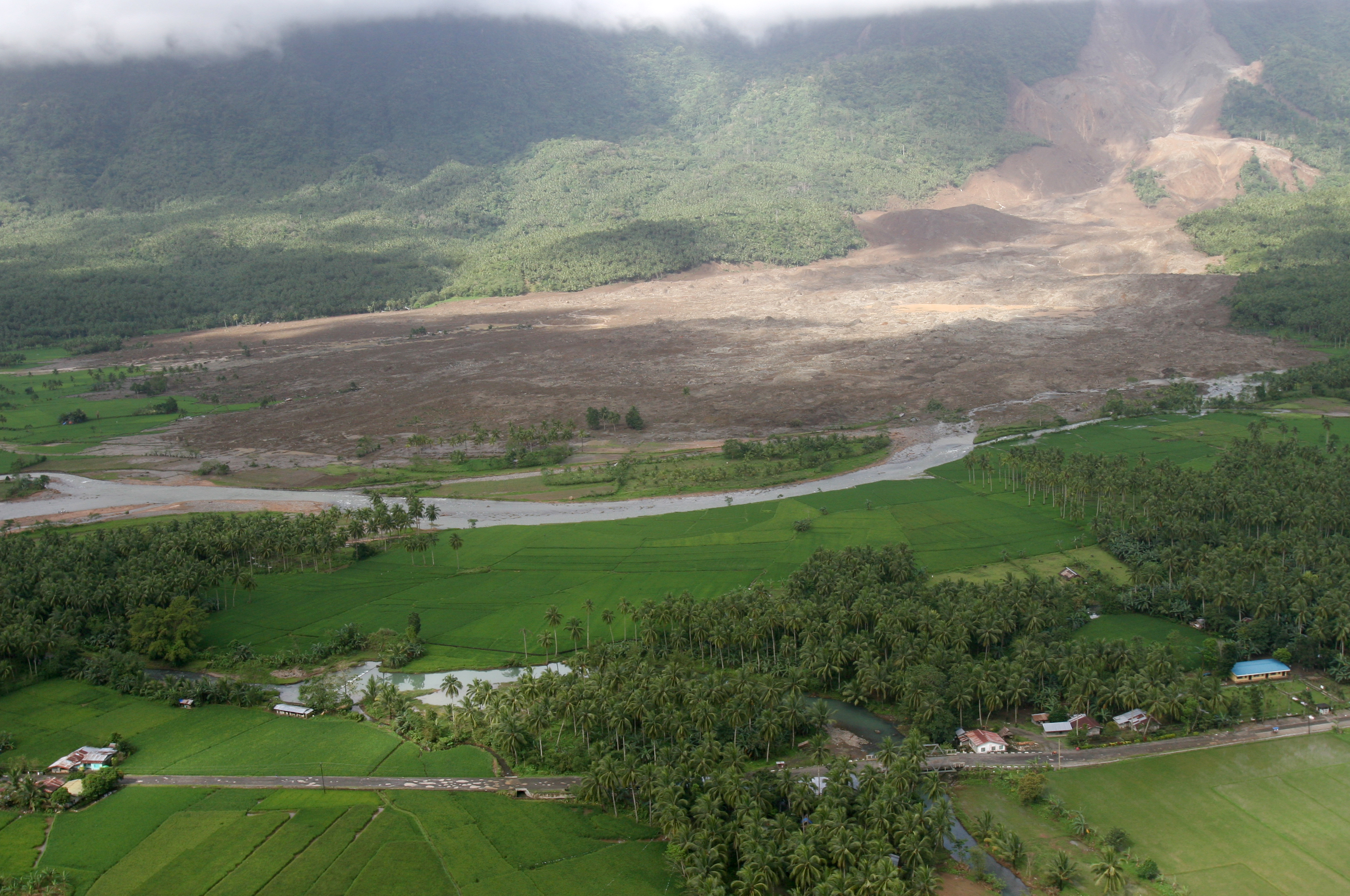
地すべり（2006年フィリピン）
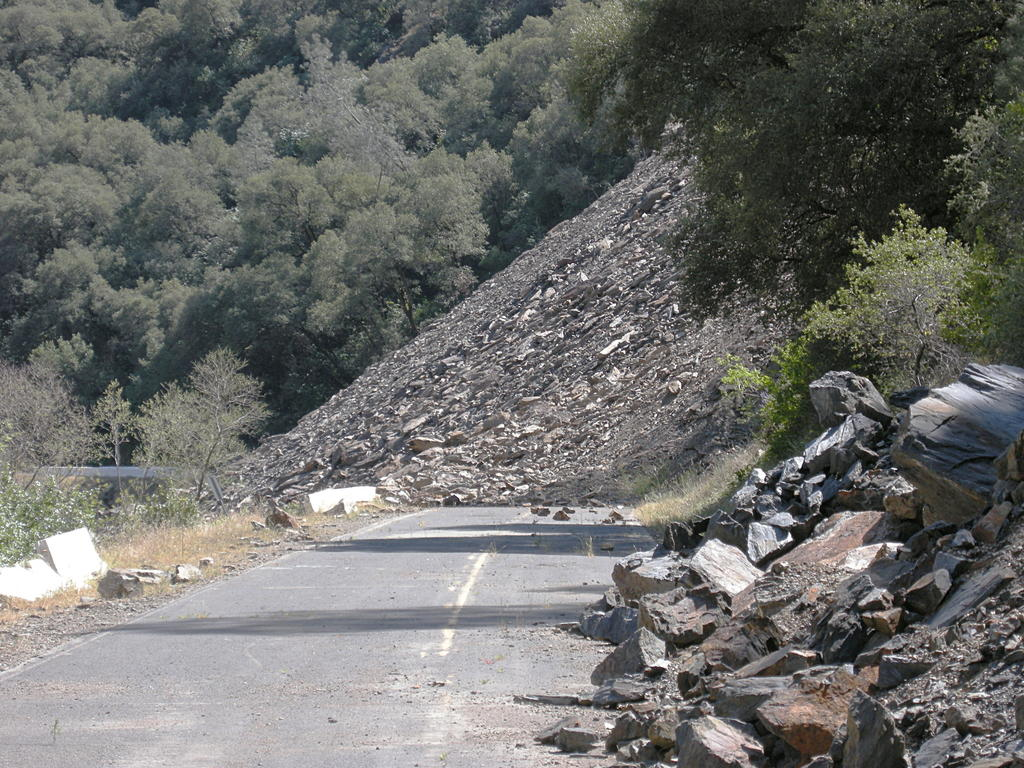
地すべりで寸断された道路（アメリカ）
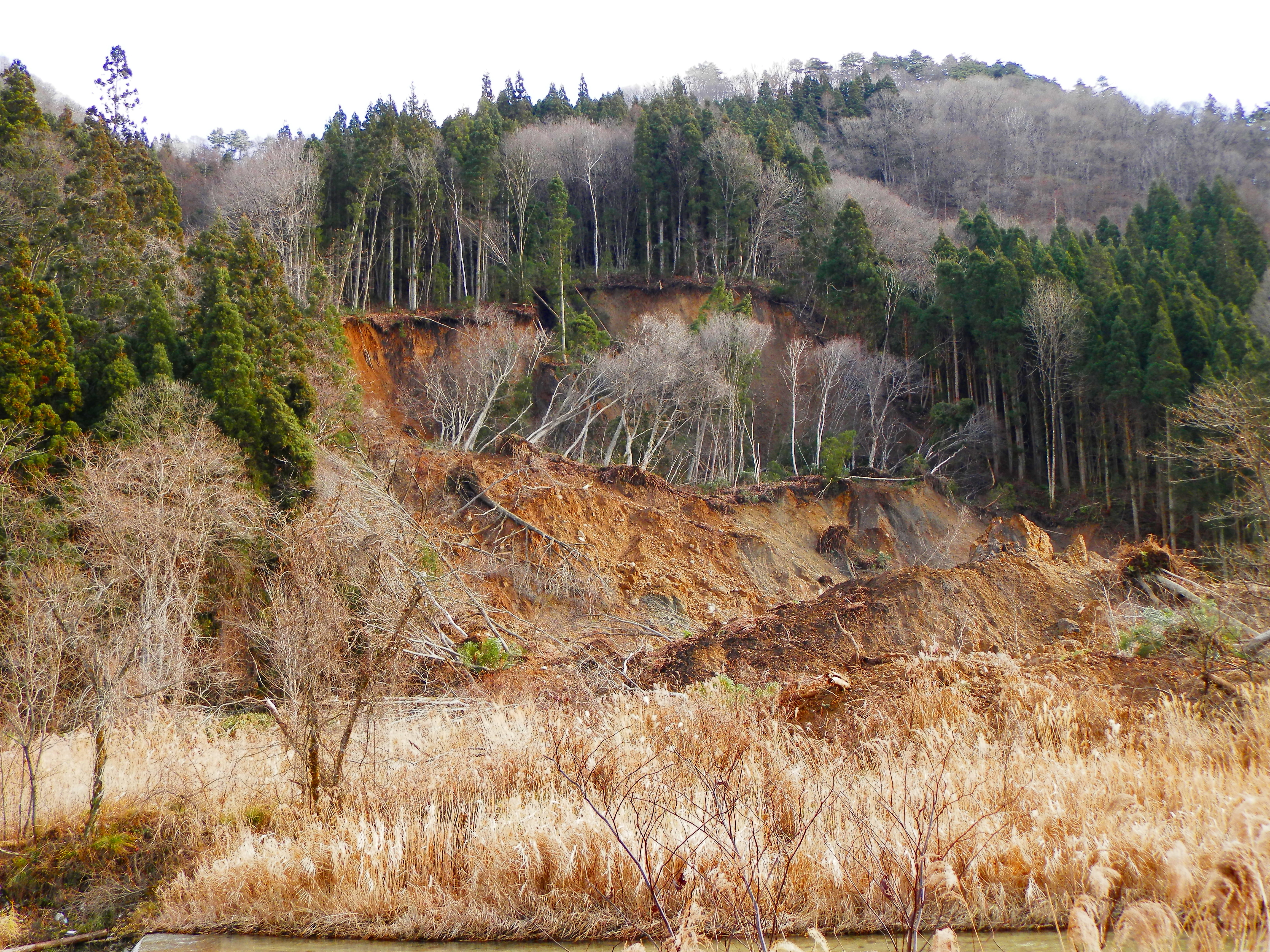
長野県神城断層地震により生じた地すべり（長野県）
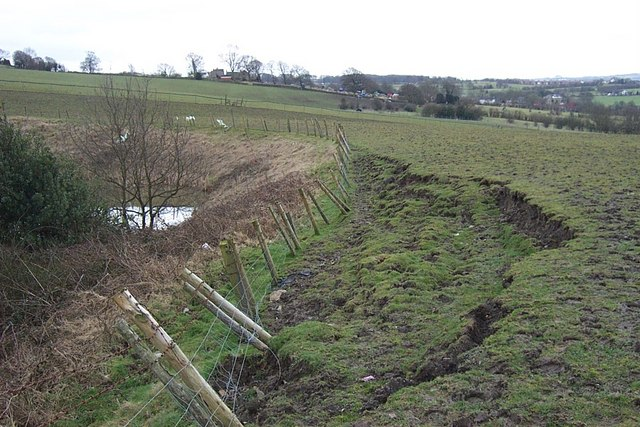
地すべりによる地割れ
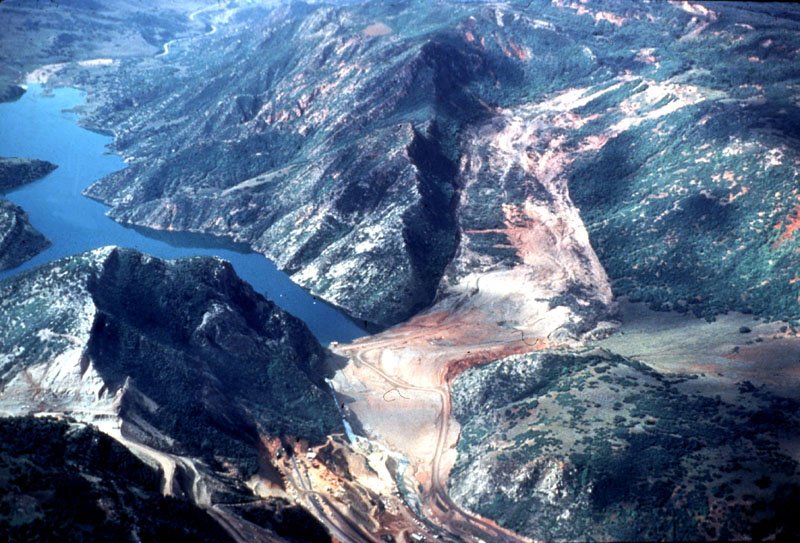
シスル(アメリカ)の地すべりとそれによる天然ダム（1983年）。

## 地すべりの対策

### ハード対策
ボーリング調査やすべり面の推定などの結果を踏まえて行われる。地表水の速やかな排水と地下水排水の促進による地下水量のコントロール、およびすべり面を貫くアンカーによる上下の土塊の固定、土塊の塊の重量バランスを調整して移動を抑える土工などが行われる。施設の完成後にさらに地下水位の変動や歪みなどを数か月から一年程度観測し、すべりが止まったかどうか追加施工が必要かどうかを判断する。

#### 地下水量のコントロール
地表水を速やかに地すべり斜面から排水するためにコンクリートなどの不透過性の材料を用いて水路工が施工されることが多い。水路工によって地表水を排水してしまうことですべり面での地下水の増加を抑える。斜面の広範囲を不透過性にしたい時にはU字溝などではなく布製型枠にコンクリートやモルタルを流し込んだものを使うことも多い。
すべり面の地下水の排水には斜面横からすべり面に向かってボーリングを掘って行う。斜面の端部から掘るもののほかに、斜面に大きな筒を垂直に打ち込み、筒の中からすべり面に向かってボーリングを打つことで、筒の中に地下水を集め排水させる方法がある。この筒を集水井といい地すべり対策施工地で特徴的にみられる構造物である。集水井は一般に蛇腹を持つ鋼板（ライナープレートと呼ばれる）で構成される。高さはすべり面よりも深くまで掘ってあることが多い。ただし、活動性の地すべりの場合はすべり面を超えて彫ることで集水井が地すべりの力で変形・破損してしまうことから上部土塊の範囲で作られる。底面はコンクリートを打設し排水した地下水が地中へ再浸透しない構造となっており、底面のすぐ脇に斜面外へ通じる排水管、数m上に地下水を集水する集水管が設けてある。

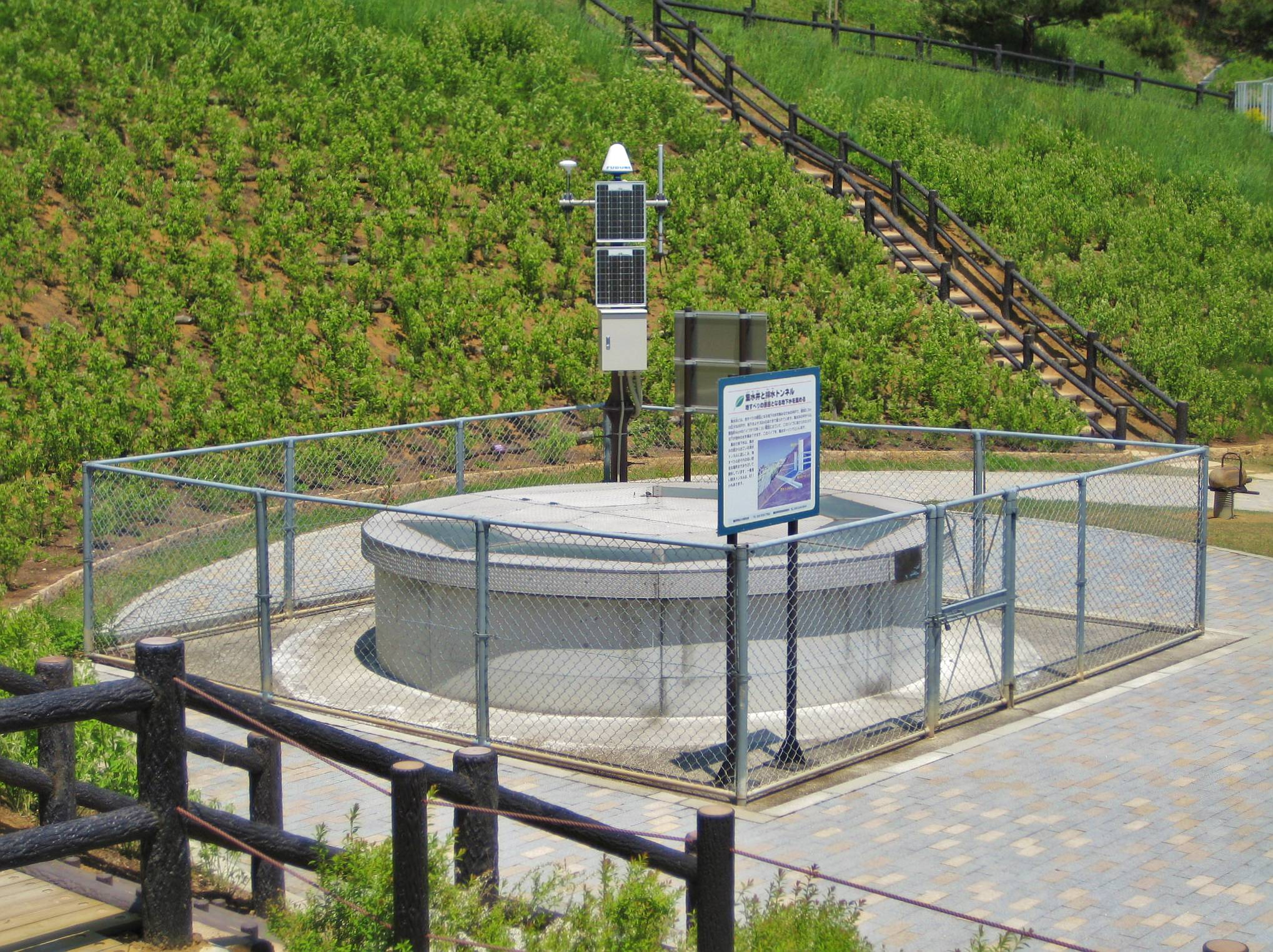
集水井（地附山）
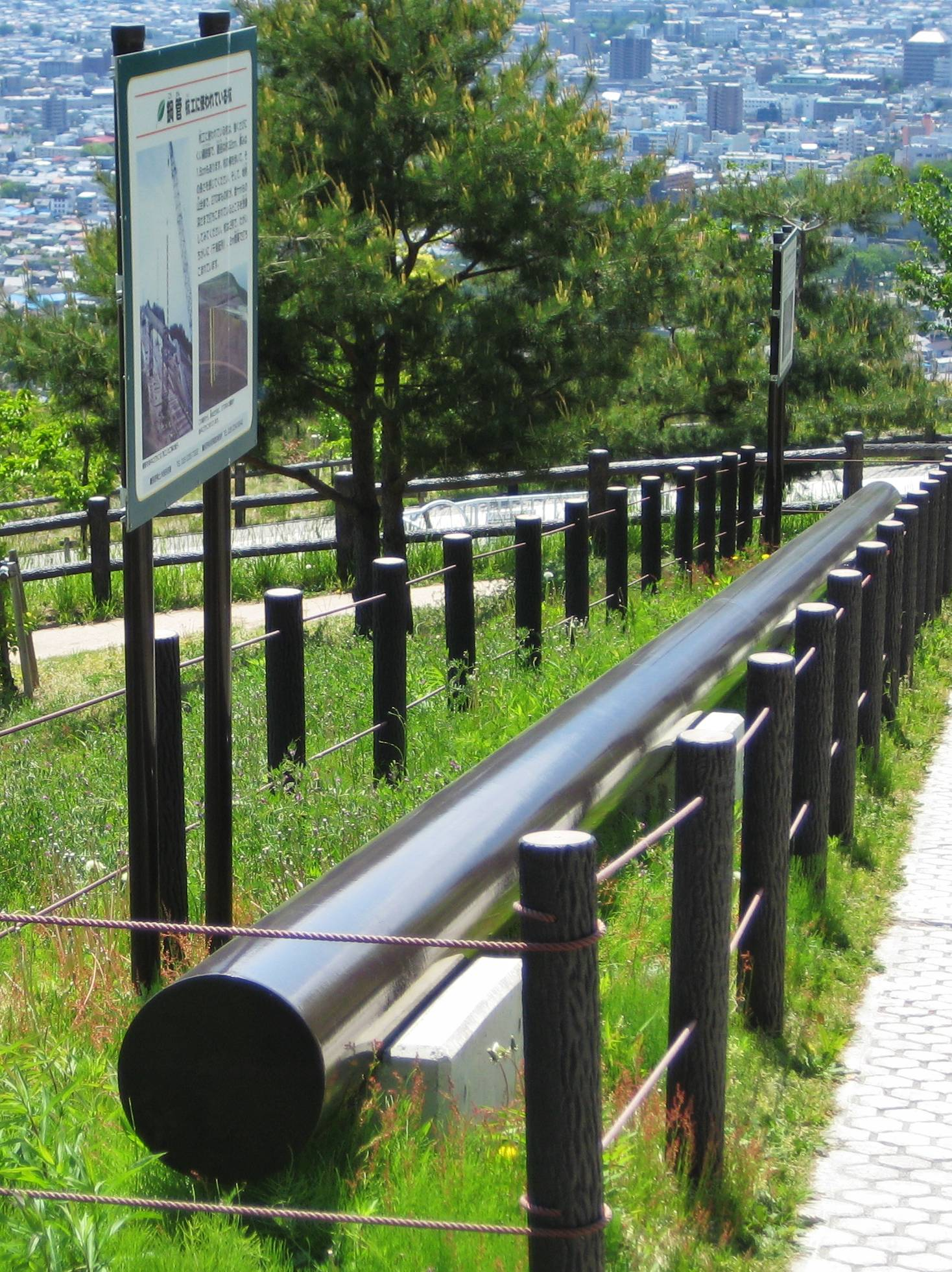
杭工（地附山）

#### 付随する構造物
砂防ダム等を設ける場合がある。

### ソフト対策
日本においては地すべりを所管する役所は砂防法による管轄を行う国土交通省（および都道府県の土木系の部署）、森林法における管轄を行う林野庁（および都道府県の林業系の部署）の2つのほかに、土地改良法による管轄を行う農林水産省農村振興局（および都道府県の農業土木系の部署）の3つがある。

## 移動の原因
地すべりが発生する場所には、地形・地質条件など幾つもの自然条件から規制を受ける素因と、すべり滑動発生の引き金となった何らかの誘因がある。この地すべり発生機構を把握することで、形態や範囲を特定したマスムーブメント（移動ブロック）として対策が可能となる。
地すべりの移動は、すべり面上に載っている地塊が滑動しようとする力が、すべり面の剪断強度を上回った場合に発生する。地すべりの移動には、地質的な条件に加え、地下水の分布状況が非常に密接に関わっていることが知られている。一般に、地すべりは雪解けの時期や梅雨時、台風による豪雨など、地下水の水位が大きく上昇する時期に多く発生する。土塊が地下水を多量に含んで重量が著しく増加すると共に、地下水の存在がすべり面の剪断強度を大きく低下させるためである。従って、年間の降水量（降雪も含む）が多い地域や、地すべりの発生しやすい地質条件の地域（特に、火山性の堆積物が多い地域や凝灰岩・泥岩などが多く産出する地域）では、地すべりの多発地帯として知られる場所が多い。本州の日本海側から東北地方、北海道東部などに多く存在するグリーンタフ地域や、雪解け時期の豪雪地帯において地すべりが多発することがよく知られている。

## 移動速度
一般に地すべり地塊の移動の速度は通常年間数mmから数cm程度で、目に見えないほど緩やかなものである。従って、よほど注意して観察しない限り、地すべりの活動を実感することは少ない。そのため、非常に古くから活動している地すべり地帯では、沢山の集落が形成されている例も多い。古くから地すべりが多く発生する場所は一般に地下水が豊富であるために住みやすく、また土壌も肥沃であることから稲作や畑作に非常に適しているため、先人が好んで定住し、集落が形成されるのである。一方、地震による地すべりは地震波の衝撃が刺激となり数十秒から数分で滑る。
しかし、地すべりの運動が活発になると、徐々に地盤が変形することで家の構造に歪みが生じ、ふすまやドアが開かなくなる、壁にヒビが入る、周辺地盤が陥没する、井戸水が濁る、道路に亀裂が入る、などの変動が見られることがある。また、豪雨など短時間に多量の降雨があった場合などは、希に地塊の移動速度が急激に加速することもあり、動態観測によって危険と判断されれば、周辺住民に対して避難勧告や避難命令が出される場合もある。しかし、地すべりが突発的に活動を始めた場合や、移動の活発化の兆候を把握できなかった場合は避難指示が追いつかず、多数の死者や行方不明者が出る惨事になることも多い。さらに、滑落した土砂や隆起した地盤によって河川が閉塞されてしまうと天然ダムができ、それが一気に決壊することで土石流が発生し、下流域集落を飲み込むなどの災害を引き起こすこともある。

## 対策
- 地すべり地塊の移動が顕著に認められた場合には、災害からの安全を確保する防止施設として対策工事が必要に成る。対策工法は個別に地すべり機構、保全対象物、工法の経済性等を勘案した「抑制工」と「抑止工」に大別される。
- 抑制工は、地すべりの活動を活発化させる要因である地下水を、井戸（集水井）や排水用のトンネル、横穴ボーリングなどによって地すべり区域から排出して地下水位を下げ、さらに雨水などが浸透しにくいように水路を整備するなど、移動土塊類の推進力を低減させるための自然条件を変化させる工法を指す。崩れた斜面をブルーシートで覆い、雨水の浸透を防ぐ応急処置も抑制工の一つである。また、土砂掘削が可能な場合は、地すべりの上部の土砂を取り除いて荷重を減らし、逆に末端部では盛土をして地塊の重量バランスを安定させ、移動を押さえ込むこともある。地すべり災害関連などでは、後の抑止工をスムーズに行うことを可能にするための「応急処置」と位置づけられることも多い。
- 抑止工は、コンクリート杭や鋼管杭などを移動地塊に打ち込み、すべり面より下の堅固な地盤に固定することで地塊の移動を止める「杭工」や、同じくすべり面下の地盤にワイヤーの束等を固定し、それを引っ張って地表面に定着させ、ワイヤーの張力で移動地塊を締め付け又は待ち受けて引き止める「アンカー工」などが多く採用される。一般には、抑制工によって地すべりの運動が概ね沈静化してから着工し、これを恒久的な対策工事として定着させることを目的として施行される。抑制工のみで地すべり滑動が沈静化したと推察される場合は、長期間に亘って動態観測等を実施した総合的な効果判定により、抑止工施工の有無が決定される。
- 日本の地すべり地で、民家や農地に影響を与える箇所については、農林水産省や国土交通省が地すべり等防止法に基づき「地すべり防止区域」に指定し、国や都道府県が対策を行っている。地すべり防止区域内では、地すべりの運動に影響を与える恐れのある土砂掘削や地下水のくみ上げなどの行為を無許可で行うことが禁じられている。
- 日本の地すべり対策事業の先駆者に谷口敏雄がいる。

## 地すべりと棚田
地下水面を境に地すべりが起きることによって、滑った塊の斜面上部では部分的に地下水脈が地上に露出している状態になっている。また、滑ったときの運動で地中深くからよく耕されている部分もあることから、棚田や段々畑として利用されることがある。

## 地球以外の地すべり
地球型惑星や衛星であれば、地すべりが発生する可能性はあるが、ある程度大きな重力の存在や地球上の地下水のように土塊が移動する際の大きな摩擦を軽減する要素がある天体は限られる。近年の惑星探査の結果により、金星や火星、木星の衛星イオや土星の衛星イアペトゥスなどでは大規模な地すべりが確認されるようになった。